# شیر تپه
شیر تپه مربوط به صدر اسلام تا دوره افشار است و در شهرستان سرخس، روستای شیر تپه واقع شده و این اثر در تاریخ ۲۳ فروردین ۱۳۴۶ با شمارهٔ ثبت ۶۵۶ به‌عنوان یکی از آثار ملی ایران به ثبت رسیده است.